# 金刀情俠 (電視劇)
金刀情俠（英語：The Gold Dagger Romance）是1978年佳藝電視製作的一套古裝武俠小說改編電視劇，由徐克導演兼武術指導兼剪接，於1978年7月2日首播，全劇共6集，監製葉潔馨。
《金刀情俠》的部份在韓國拍外景。主題曲由黃韻詩主唱。
《金刀情俠》演員余安安，黃韻詩，朱承彩，白彪，楊澤霖、游天龍、羅樂林、鄭裕玲、魏秋樺。
《金刀情俠》的原著是古龍的《九月鷹飛》。

## 演員
- 余安安 飾 上官小仙
- 鄭裕玲 飾 丁玲玲
- 游天龍 飾 葉　開
- 魏秋華 飾 崔玉真
- 高　雄 飾 郭　定
- 張鴻昌 飾 呂　迪
- 劉　江 飾 楊　天
- 李　岡 飾 韓　貞

## 經典性
《金刀情俠》原來是電視劇，不過香港電影80年代新浪潮導演徐克，則引入美國電影表達方法，作品令人耳目一新。例如影評認為《金刀情俠》人物造型，攝影構圖、燈光運用、蒙太奇剪接、電影特技、演員調度，服裝、美術指導等，都高度講究，因此劇集質素與從前的電視產品有突破。徐克把電影的懸疑、恐怖、奇情等元素，與中國武俠類型融合，效果奇特可觀。 
徐克在為《金刀情俠》後期製作之時，首次認識程小東，從此成為好朋友，而該劇於86下半年被亞視重拍，命名《九月鷹飛》。

## 外部參考
- 黃韻詩主唱《金刀情俠》主題曲及本劇片段 （页面存档备份，存于）
- 電影筆記 - 《金刀情俠》
- [ 徐克把《金刀情俠》電視劇當電影拍]
- 香港武俠電影簡史: 徐克拍攝電視劇《金刀情俠》，運用電影拍攝手法[永久]

## 電視節目的變遷
| 香港佳藝電視 星期日 19:55－21:30 時段 | 香港佳藝電視 星期日 19:55－21:30 時段   | 香港佳藝電視 星期日 19:55－21:30 時段 |
| ------------------------------------- | --------------------------------------- | ------------------------------------- |
|                                       | 金刀情俠 （1978年7月2日－1978年8月6日） |                                       |
| 待查                                  | 國語片：刺客 （1978年8月13日）          |                                       |